# Delsa Solórzano
Pour les articles homonymes, voir Solórzano (homonymie).
 (décembre 2017).
Si vous disposez d'ouvrages ou d'articles de référence ou si vous connaissez des sites web de qualité traitant du thème abordé ici, merci de compléter l'article en donnant les références utiles à sa vérifiabilité et en les liant à la section « Notes et références ».
Delsa Solórzano Bernal  est une femme politique vénézuélienne et avocate. Elle est la vice-présidente du parti social-démocrate Un nouveau temps (Un Nuevo Tiempo). Elle fut député au Parlement latino-américain, chapitre Venezuela de 2011 à 2016 et est députée à l'Assemblée nationale du Venezuela depuis le 13 janvier 2016.

## Biographie
Elle est la fille des leaders politiques César Orlando Solorzano et Esperanza de Solorzano. 
Mariée avec l'avocat Luis Izquiel, constitutionnaliste vénézuélien et elle est mère d'un fils. 
Elle est députée à l'Assemblée nationale du Venezuela, pour la période 2016-2021, et présidente de la Commission permanente de politique intérieure de l'Assemblée nationale du Venezuela. Elle est vice-président de la Commission des parlementaires des droits de l'homme de l'Union interparlementaire.